# سابولچ-ساتمار-برگ
سابولچ-ساتمار-بِرِگ (به مجاری:  Szabolcs-Szatmár-Bereg) یکی از استان‌های مجارستان است.

## خصوصیات
سابولچ-ساتمار-بِرِگ ۵٬۹۳۵٫۸۳ کیلومترمربع مساحت و ۵۵۹٬۲۷۲ نفر جمعیت دارد.

## نگارخانه

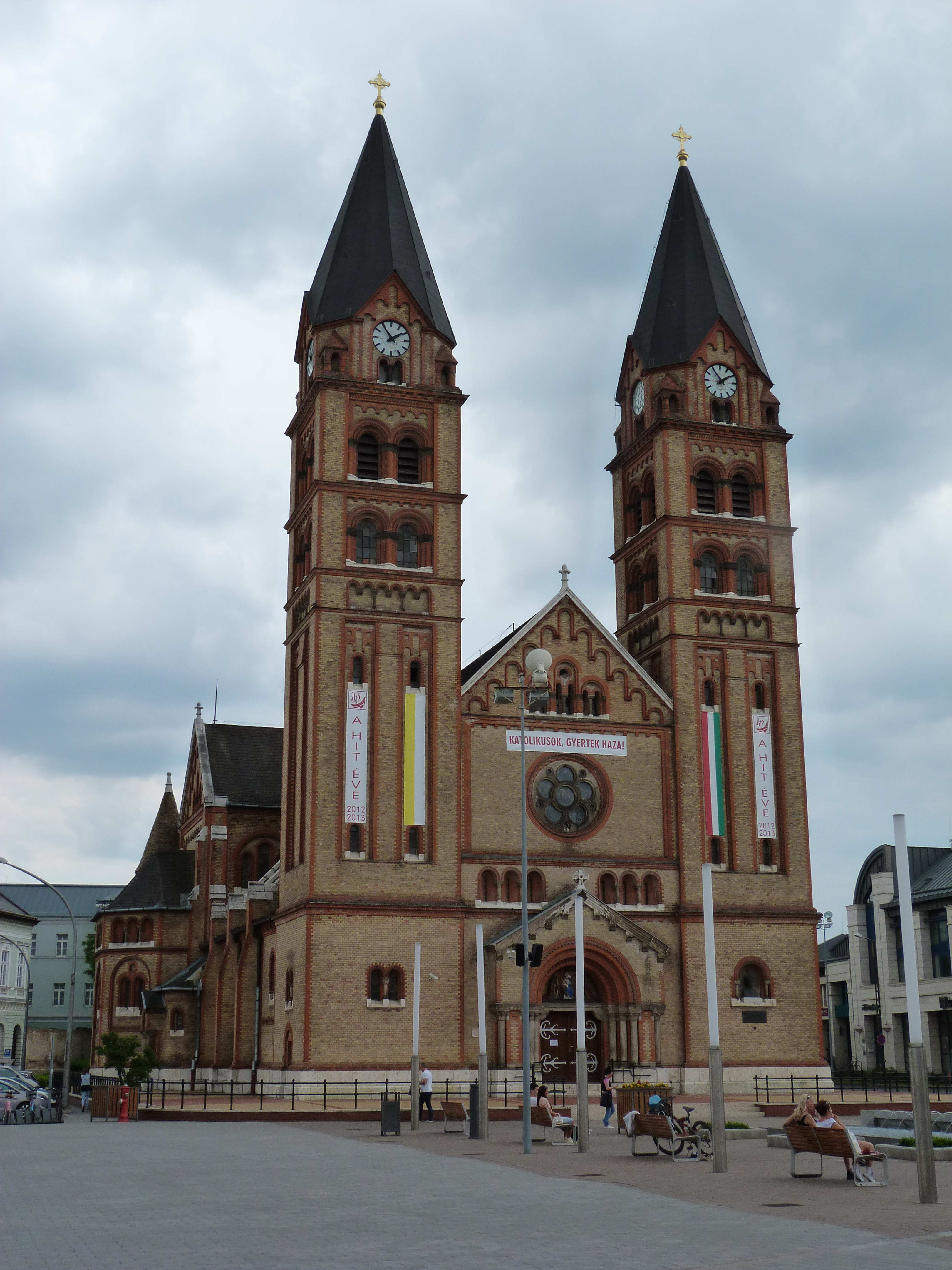
نیرادیهازا،  مرکز شهرستان
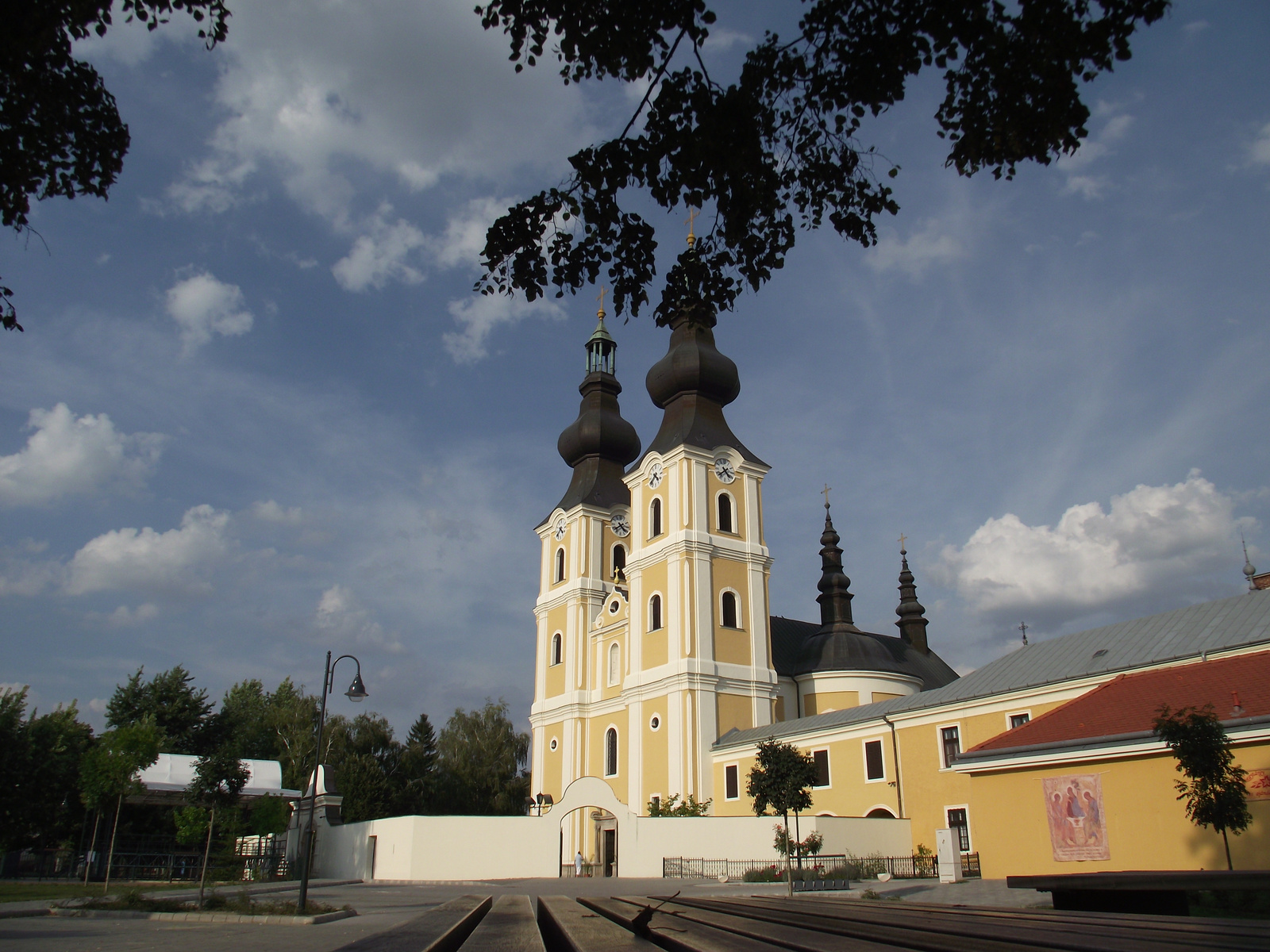
ماریاپوچ، کلیسای کاتولیک یونانی
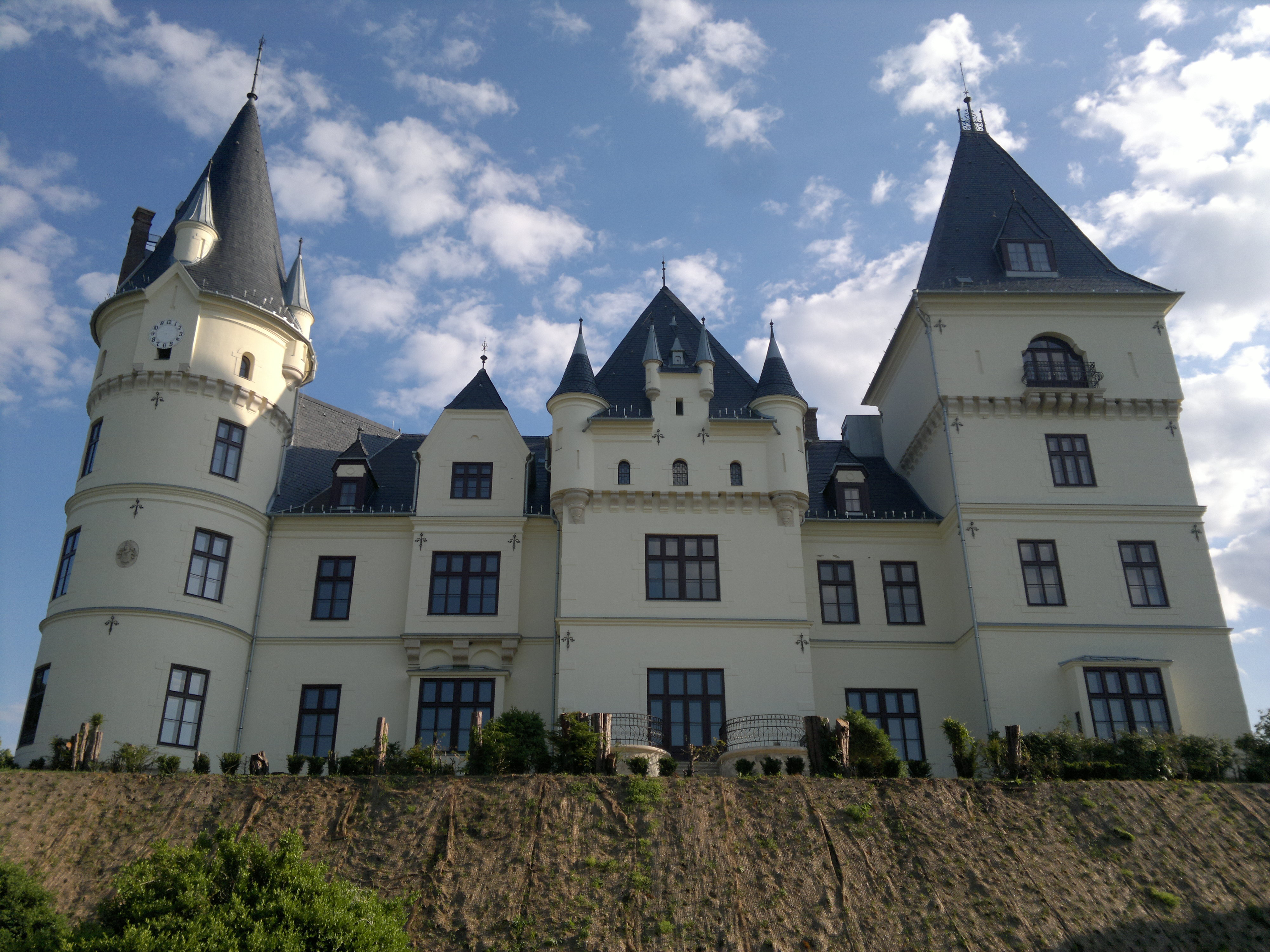
تیسادوب قلعهٔ آندراشی
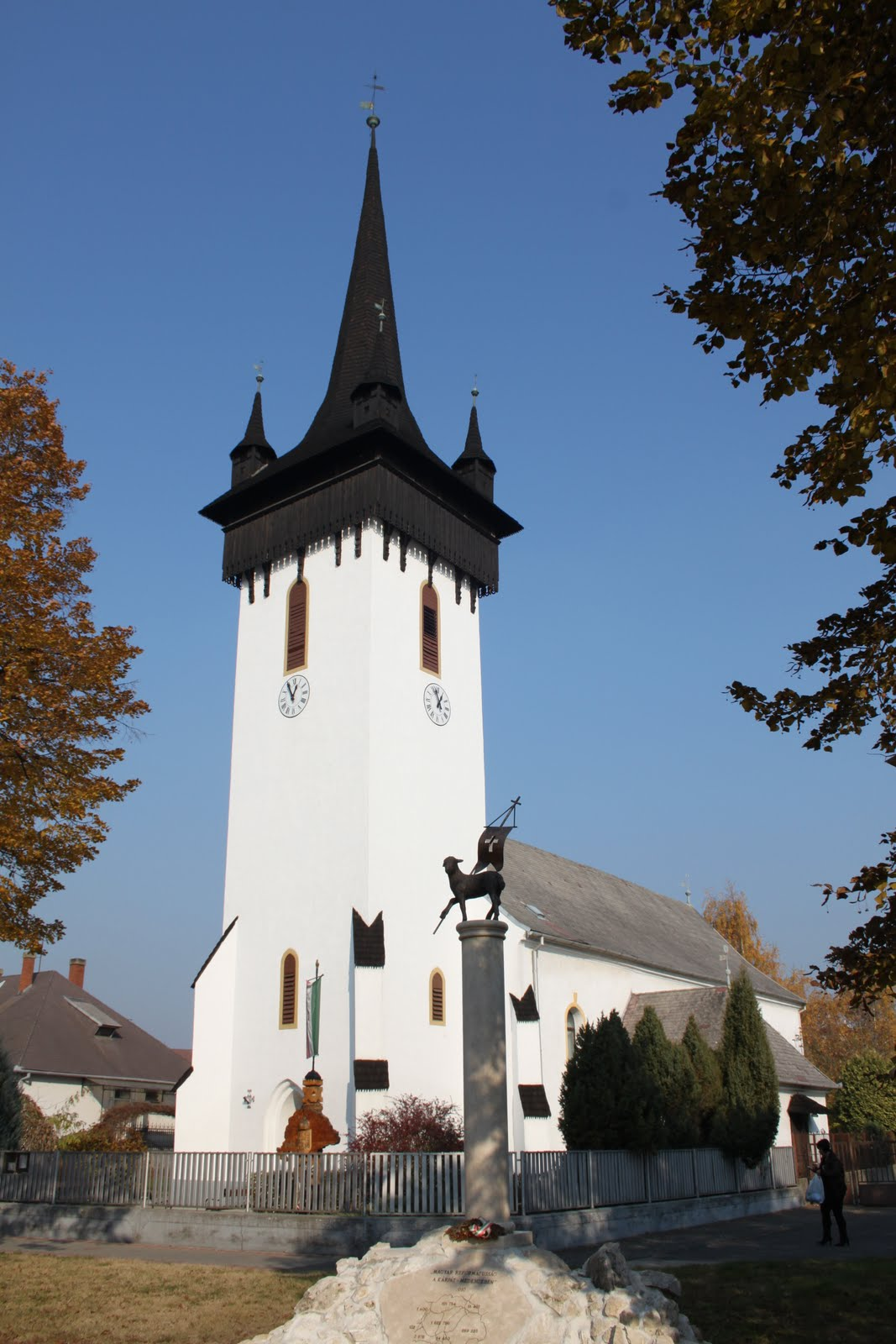
فهردیارمات، کلیسای پروتستان
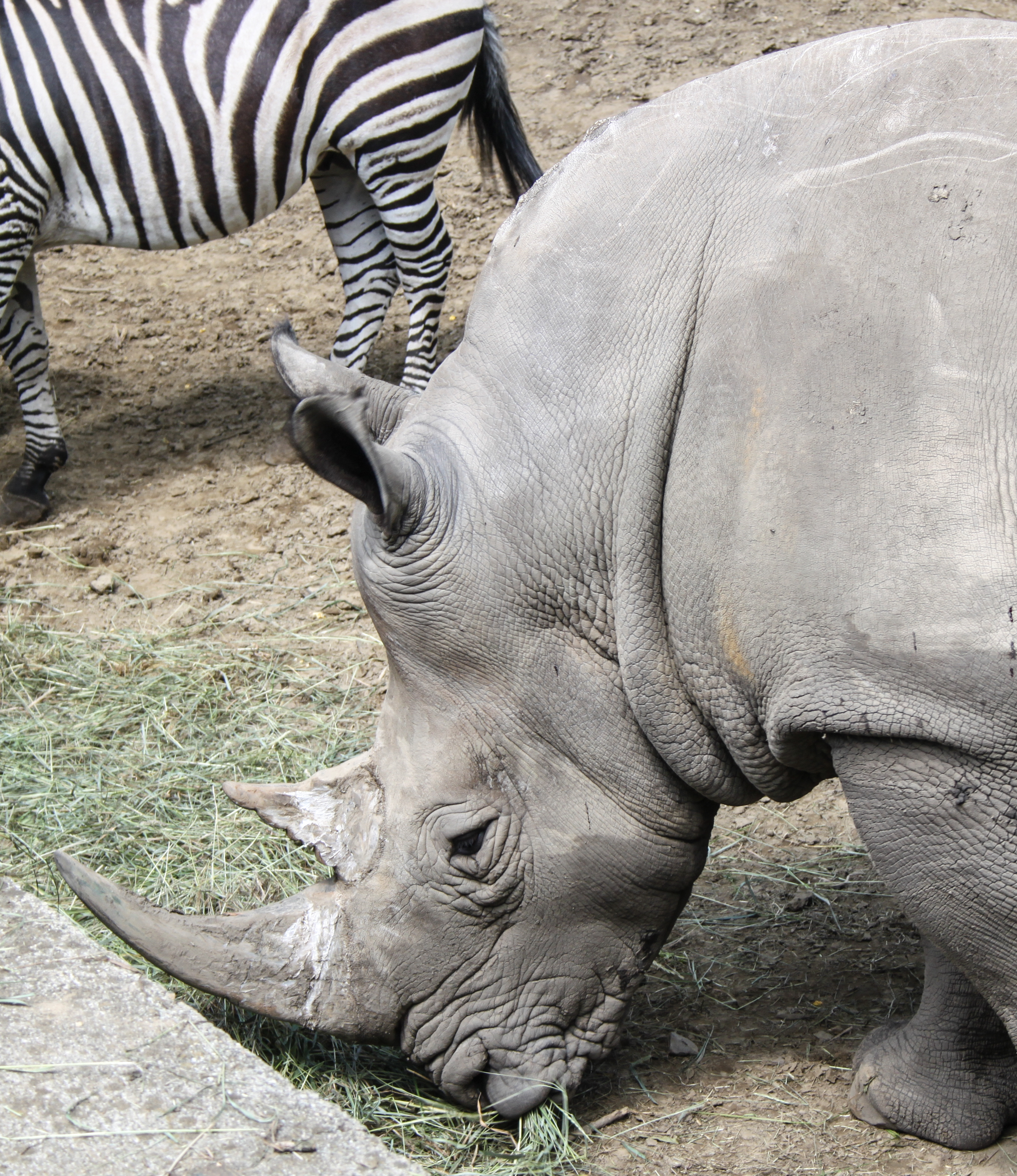
باغ‌وحش نیرادیهازا
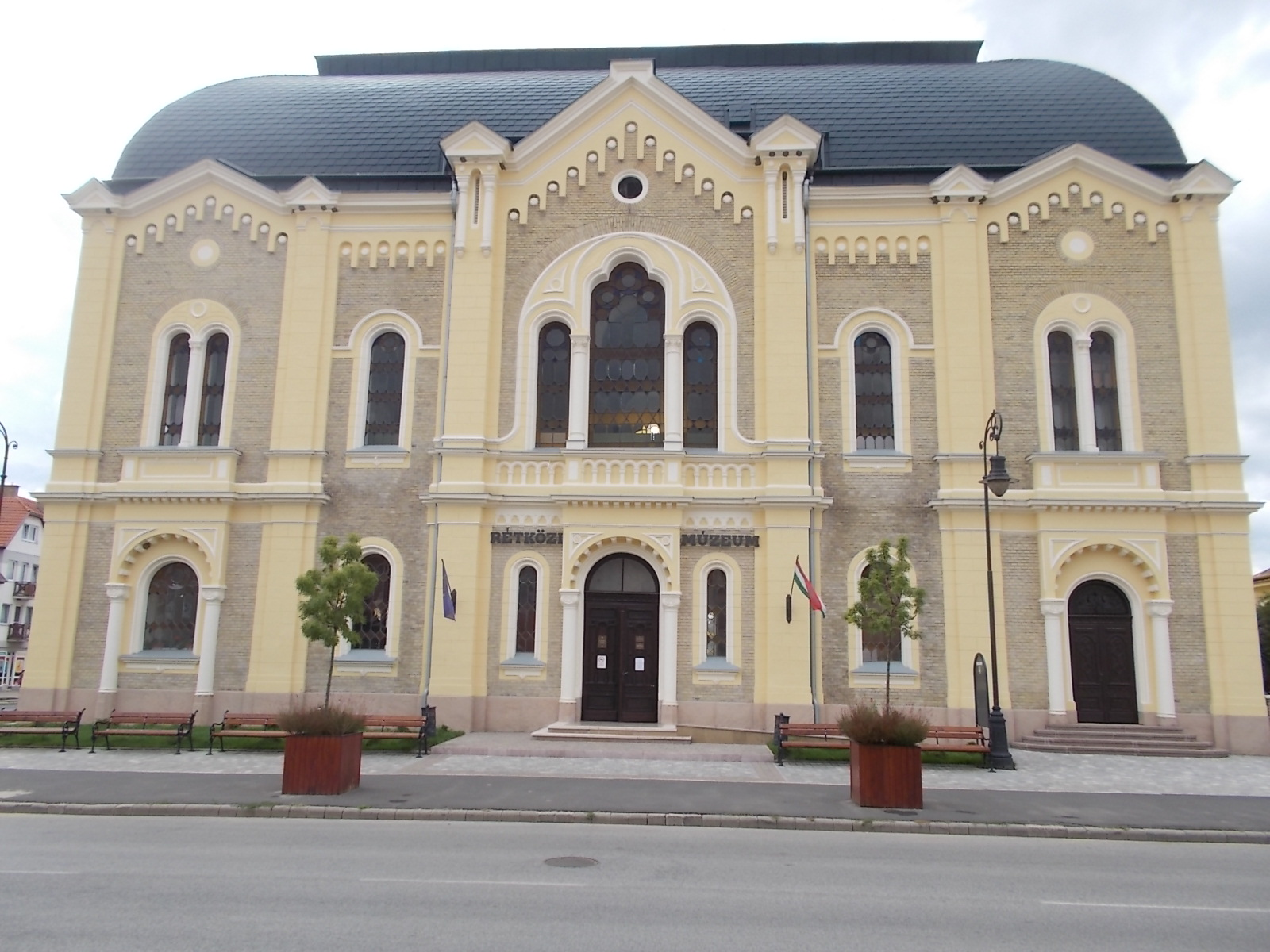
کنیسهٔ کیش‌واردا، اکنون موزهٔ Rétköz